# Cassis cornuta
Casque cornu, Fer à repasser, Casque tricoté, Tête de bœuf
Espèce
Cassis cornuta, communément nommé Casque cornu, Fer à repasser, Casque tricoté ou encore Tête de bœuf, est une espèce de gastéropode marin de la famille des Cassidae.

## Description
La taille de la coquille adulte varie de 15 cm à 39 cm.
Ce gastéropode mange des mollusques et des oursins.

## Habitat et répartition
Le Fer à repasser (nom donné à cause de son rebord caractéristique qui évoque le rebord d'un fer à repasser) est présent dans les eaux tropicales de l'Indo-Pacifique, Mer Rouge incluse. Il vit enfoui dans le sable.

## Galerie

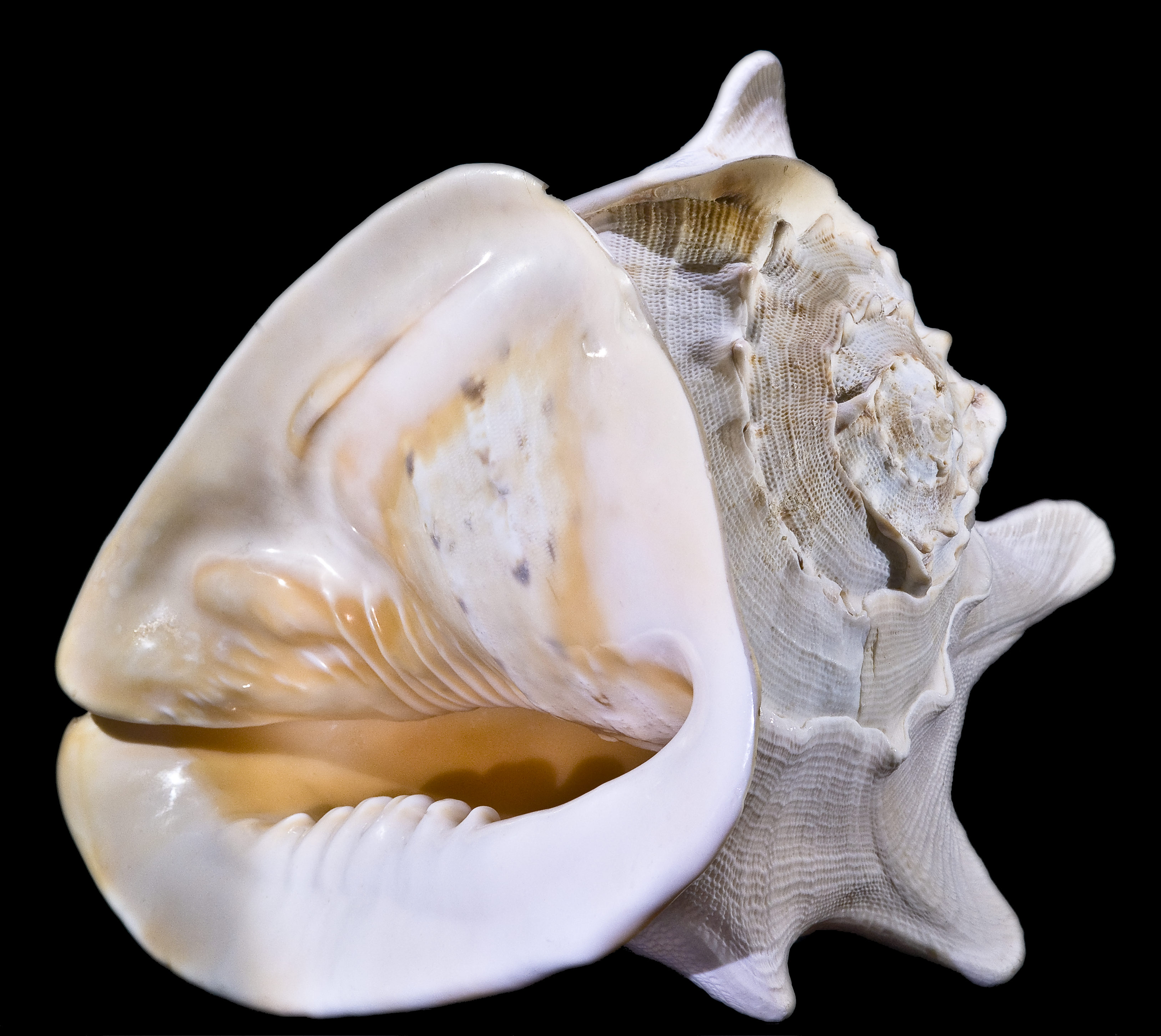
Cassis cornuta
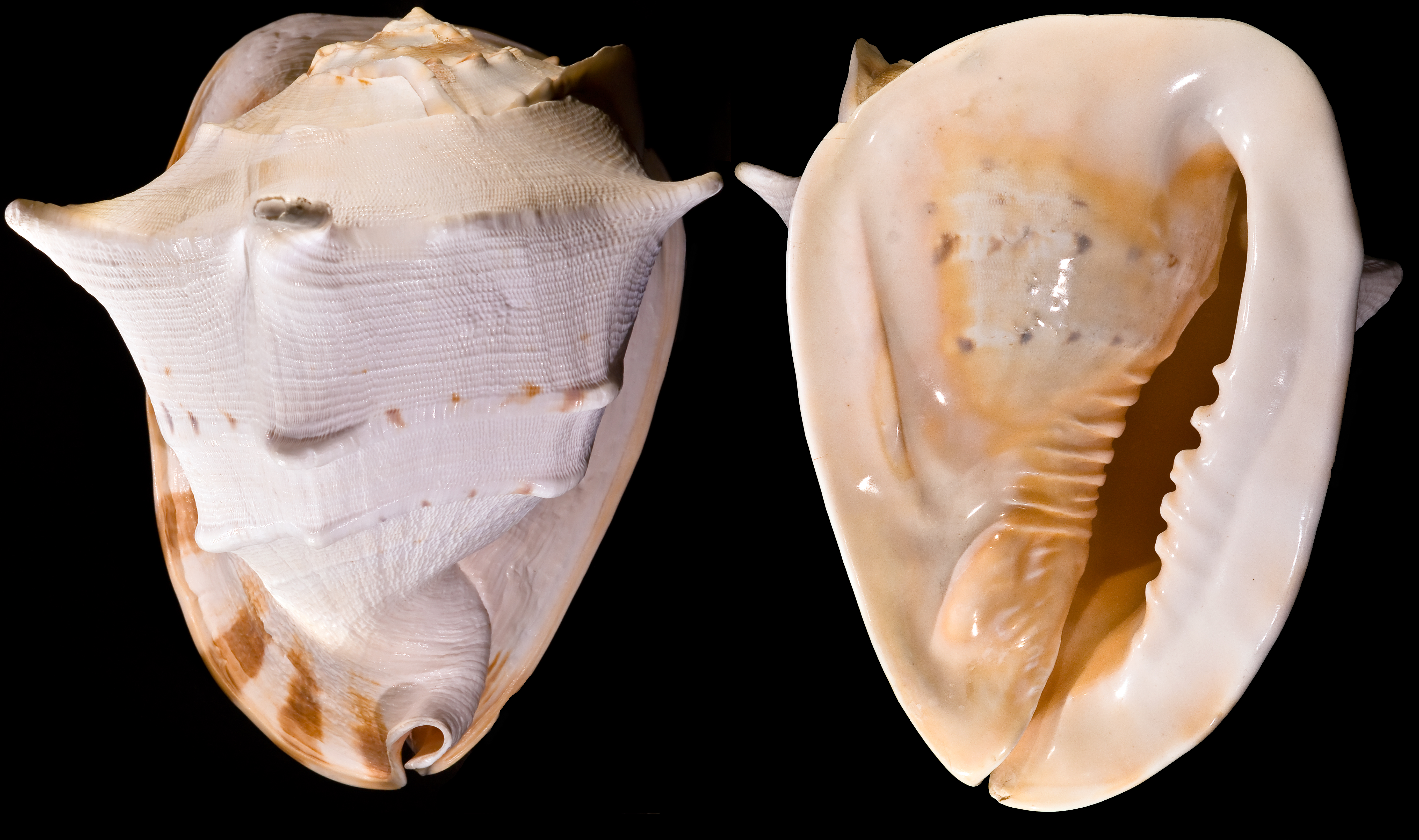
Cassis cornuta - Profils
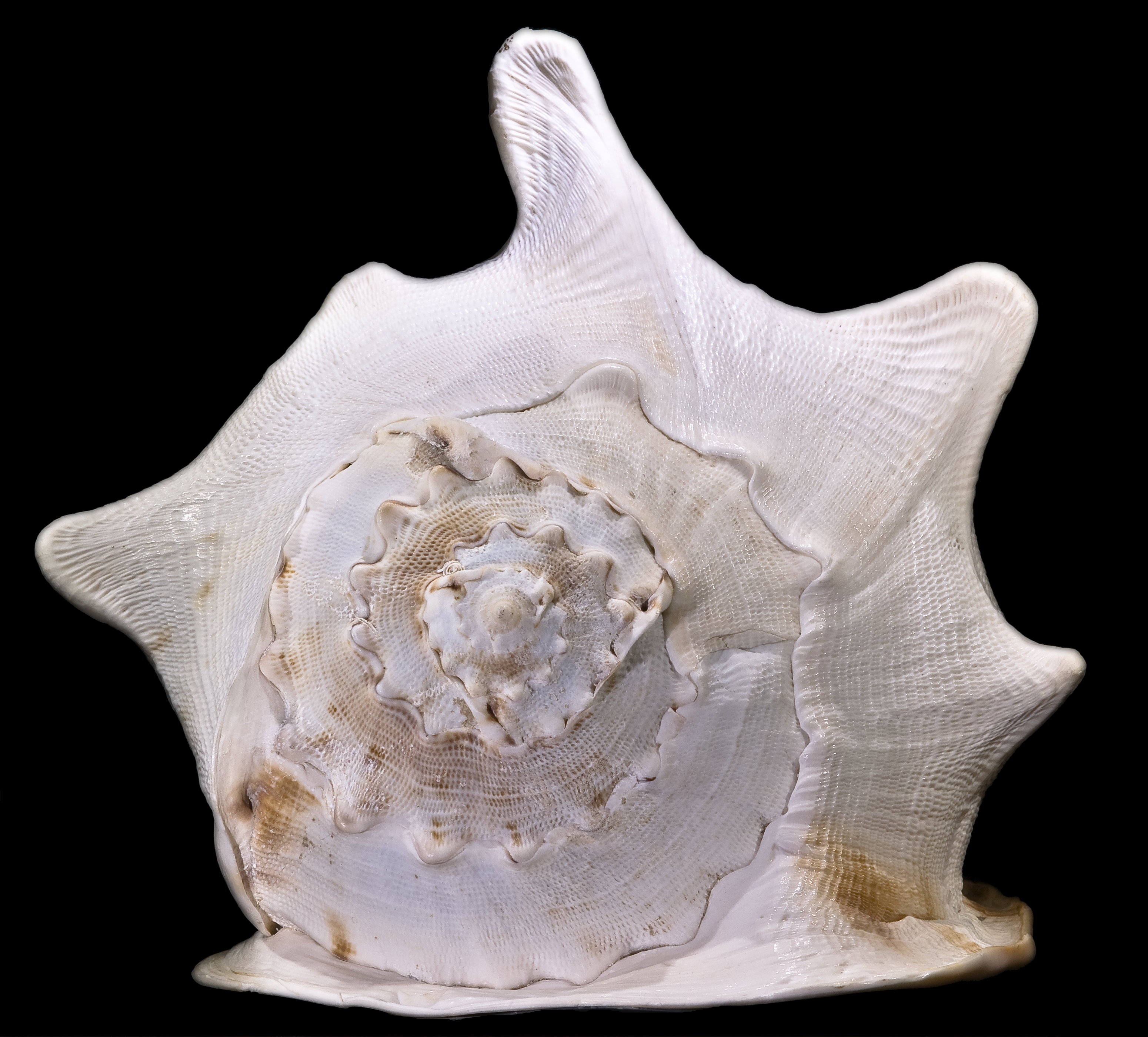
Cassis cornuta - Apex
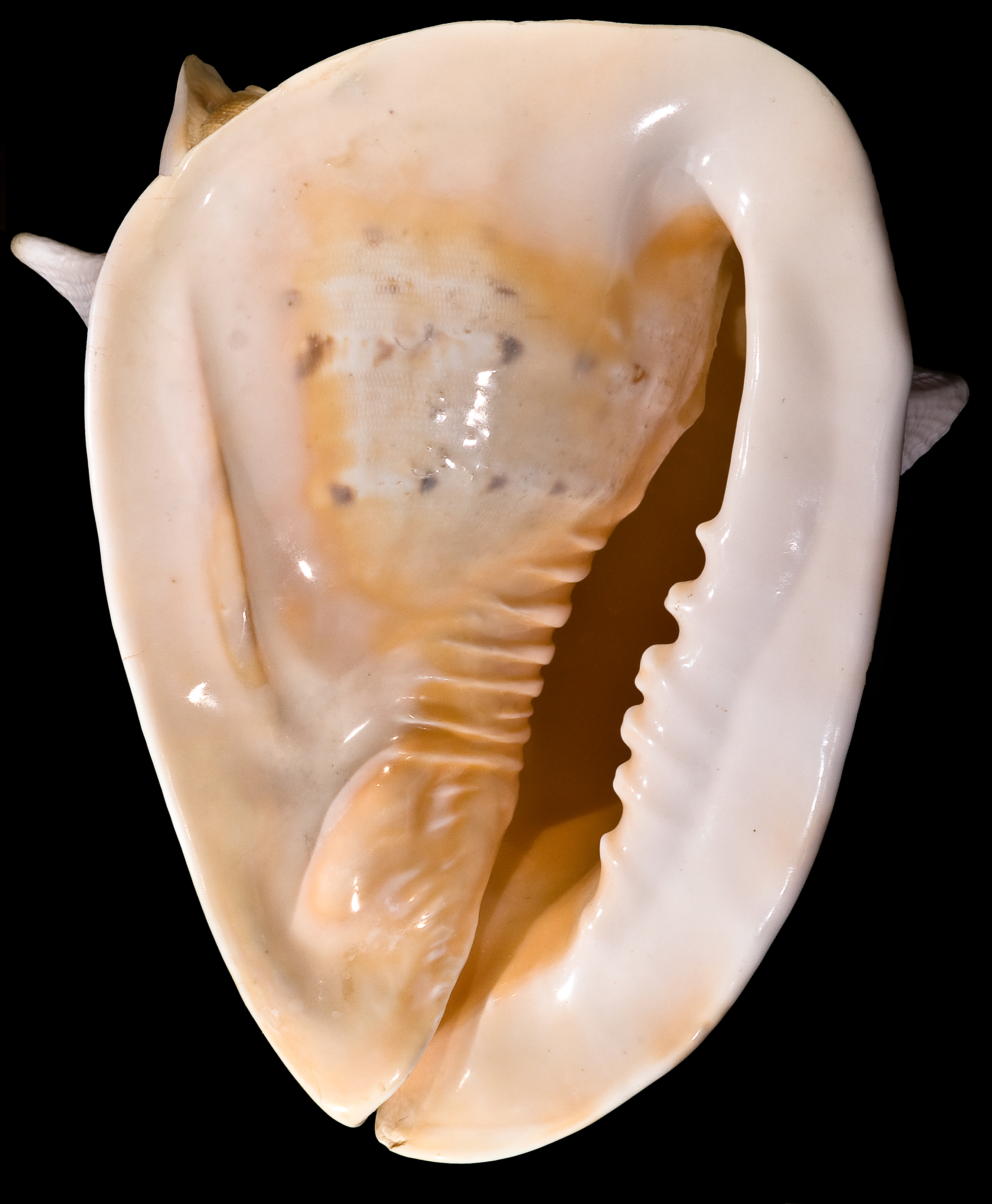
Cassis cornuta - vue ventrale